# Fleury Di Nallo
Fleury Di Nallo (* 20. dubna 1943, Lyon) je bývalý francouzský fotbalista.
Hrál útočníka hlavně za Olympique Lyon.

## Hráčská kariéra
Fleury Di Nallo hrál útočníka hlavně za Olympique Lyon. Pak hrál za Red Star Paříž a v nižší lize za Montpellier. Se 187 góly patří k nejlepším střelcům v historii francouzské ligy.
V reprezentaci hrál 10 zápasů a dal 8 gólů.

## Úspěchy

### Klub
Lyon
- Francouzský pohár (3): 1964, 1967, 1973